# Псевдогрупа перетворень
Псевдогрупа перетворень гладкого многовида {\displaystyle M} — сімейство дифеоморфізмів відкритих підмножин многовида {\displaystyle M} у {\displaystyle M}, замкнуте відносно композиції відображень, переходу до оберненого відображення, а також звуження та склейки відображень.

## Точне означення
Псевдогрупа перетворень {\displaystyle \Gamma } многовида
{\displaystyle M} складається з локальних перетворень, тобто пар виду {\displaystyle p=(D_{p},{\bar {p}})}, де {\displaystyle D_{p}} — відкрита підмножина в {\displaystyle M}, а {\displaystyle {\bar {p}}} — дифеоморфізм {\displaystyle D_{p}\to M}, причому передбачається, що
1. {\displaystyle p,q\in \Gamma \Rightarrow p\circ q=({\bar {q}}^{-1}(D_{p}\cap {\bar {q}}(D_{q})),{\bar {p}}\circ {\bar {q}})\in \Gamma }
2. {\displaystyle p\in \Gamma \Rightarrow p^{-1}=({\bar {p}}(D_{p}),{\bar {p}}^{-1})\in \Gamma }
3. {\displaystyle (M,id)\in \Gamma },
4. якщо {\displaystyle p} — дифеоморфізм відкритої підмножини {\displaystyle D} у {\displaystyle M} і {\displaystyle D=\cup _{\alpha }D_{\alpha }}, де {\displaystyle D_{\alpha }} — відкриті підмножини в {\displaystyle M}, то {\displaystyle (D,p)\in \Gamma \Longleftrightarrow (D_{\alpha },p)\in \Gamma } для будь-якого {\displaystyle \alpha }.

## Приклади
- Довільна гладка дія групи на многовиді.
- Нехай {\displaystyle M} гладкий многовид і на якому гладко діє група {\displaystyle G} тоді «звуження» дії на довільну відкриту множину {\displaystyle \Omega } є псевдогрупою перетворень. Точніше {\displaystyle p=(D_{p},{\bar {p}})} міститься в псевдогрупі якщо {\displaystyle {\bar {p}}\in G} і {\displaystyle D_{p},{\bar {p}}(D_{p})\subset \Omega }.

## Зв'язані означення
Так само, як група перетворень, псевдогрупа перетворень визначає на {\displaystyle M} відношення еквівалентності; класи еквівалентності називаються її орбітами.

## Типи псевдогруп
Псевдогрупа перетворень {\displaystyle \Gamma } многовида {\displaystyle M} називається
- транзитивною, якщо {\displaystyle M} — її єдина орбіта,
- примітивною, якщо у {\displaystyle M} немає нетривіальних гладких {\displaystyle \Gamma }-інваріантних шарувань (в іншому випадку псевдогрупа перетворень називається імпримітивною).

## Варіації та узагальнення
Видозмінюючи належним чином це означення, можна означити псевдогруппу перетворень довільного топологічного простору або навіть довільної множини.